# Apoptosom
Apoptosom - kompleks powstający w cytoplazmie podstawowej z uwolnionego z mitochondriów cytochromu c i białka Apaf-1, do którego przyłączają się cząsteczki prokaspazy 9. W obrębie apoptosomu zachodzi autokatalityczna aktywacja kaspazy 9.